# Kesme, Sütçüler
Kesme là một thị trấn thuộc huyện Sütçüler, tỉnh Isparta, Thổ Nhĩ Kỳ. Dân số thời điểm năm 2011 là 1.188 người.